# Bruck an der Leitha-i járás
Bruck an der Leitha-i járás, kerület (németül Bezirk Bruck an der Leitha) közigazgatási egység Ausztriában, Alsó-Ausztria tartományban, a szlovák határnál.

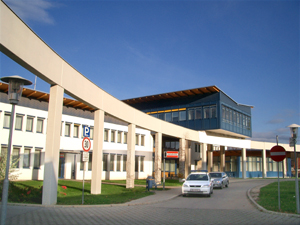
A kerületi elöljáróság székhelye Lajtabruckban

## Települések
A járáshoz 33 helyi önkormányzat tartozik, melyek közül 5 város, 14 mezőváros, 14 pedig község. (Zárójelben a község népessége szerepel.)
| Város (Stadt) - Fischamend - Hainburg an der Donau (6570 fő) - Lajtabruck (Bruck an der Leitha) (7887 fő) - Mannersdorf am Leithagebirge - Schwechat Mezőváros (Marktgemeinde) - Au am Leithaberge - Enzersdorf an der Fischa - Götzendorf an der Leitha - Gramatneusiedl - Himberg - Hof am Leithaberge - Lajtasomorja (Sommerein) - Leopoldsdorf - Németóvár (Bad Deutsch-Altenburg) (1765 fő) - Petronell-Carnuntum (1245 fő) - Prellenkirchen - Rohrau - Schwadorf - Trautmannsdorf an der Leitha | Község (Gemeinde) - Berg - Ebergassing - Göttlesbrunn-Arbesthal - Haslau-Maria Ellend - Höflein - Hundsheim - Klein-Neusiedl - Lanzendorf - Maria Lanzendorf - Moosbrunn - Rauchenwarth - Scharndorf - Wolfsthal (1032 fő) - Zwölfaxing |

| Községek | Községek | |
| --- | --- | --- |
| Bruck an der Leitha kerület községei | | |
| \| 1. Au am Leithaberge 2. Berg 3. Ebergassing 4. Enzersdorf an der Fischa 5. Fischamend 6. Göttlesbrunn-Arbesthal 7. Götzendorf an der Leitha 8. Gramatneusiedl 9. Hainburg an der Donau 10. Haslau-Maria Eilend 11. Himberg \| 1. Hof am Leithaberge 2. Höflein 3. Hundsheim 4. Klein-Neusiedl 5. Lajtabruck 6. Lajtasomorja 7. Lanzendorf 8. Leopoldsdorf 9. Mannersdorf am Leithagebirge 10. Maria Lanzendorf 11. Moosbrunn \| 1. Németóvár 2. Petronell-Carnuntum 3. Prellenkirchen 4. Rauchenwarth 5. Rohrau 6. Scharndorf 7. Schwadorf 8. Schwechat 9. Trautmannsdorf an der Leitha 10. Wolfsthal 11. Zwölfaxing \| | | |
| 1. Au am Leithaberge 2. Berg 3. Ebergassing 4. Enzersdorf an der Fischa 5. Fischamend 6. Göttlesbrunn-Arbesthal 7. Götzendorf an der Leitha 8. Gramatneusiedl 9. Hainburg an der Donau 10. Haslau-Maria Eilend 11. Himberg | 1. Hof am Leithaberge 2. Höflein 3. Hundsheim 4. Klein-Neusiedl 5. Lajtabruck 6. Lajtasomorja 7. Lanzendorf 8. Leopoldsdorf 9. Mannersdorf am Leithagebirge 10. Maria Lanzendorf 11. Moosbrunn | 1. Németóvár 2. Petronell-Carnuntum 3. Prellenkirchen 4. Rauchenwarth 5. Rohrau 6. Scharndorf 7. Schwadorf 8. Schwechat 9. Trautmannsdorf an der Leitha 10. Wolfsthal 11. Zwölfaxing |